# Jerzy (męczennik)
Św. Jerzy (ur. w III wieku w Kapadocji, zm. 23 kwietnia 303 w Liddzie) – święty Kościoła katolickiego, jeden z Czternastu Świętych Wspomożycieli, jako Jerzy Zwycięzca (cs. Георгий Победоносец) obwołany „wielkim męczennikiem” przez Kościół prawosławny.

## Żywot świętego i legenda
Św. Jerzy jest traktowany jako postać historyczna, aczkolwiek późniejsze legendy o nim nie mają biograficznej wartości.
Średniowieczna legenda o świętym Jerzym opowiada o jego starciu ze smokiem (zobacz poniżej „Święty Jerzy i smok”). Nowsza wersja jest syntezą wcześniejszych i późniejszych źródeł hagiograficznych: omija wątki fantastyczne i przedstawia życiorys żołnierza Jerzego w bliższej zgodności z oczekiwaną obecnie realnością.
Najważniejszym pośród późniejszych źródeł jest Złota legenda, której najbardziej znane fragmenty, w XV w., przetłumaczył na język angielski William Caxton.

### Współczesna legenda
Jerzy urodził się w chrześcijańskiej rodzinie w drugiej połowie III wieku. Źródła podają dwie wersje miejsca urodzenia: Coventry (w Anglii) oraz Kapadocję (krainę historyczną w Turcji, skąd pochodził jego ojciec). Materiały archiwalne Biblioteki Brytyjskiej podają wersję o jego narodzinach w Lewancie, prawdopodobnie w Ramleh. Jego matka była Żydówką z Lyddi (obecnie Lod w Izraelu). Wróciła do swojego miasta jako wdowa z młodym synem i zapewniła mu edukację.
Chłopak podążył za przykładem ojca, wstępując do armii rzymskiej zaraz po osiągnięciu pełnoletniości. Był dobrym żołnierzem i jego pozycja w wojsku stale wzrastała. Został trybunem. Podczas postoju cezara Dioklecjana w Nikomedii należał do jego osobistej ochrony.
W 303 Dioklecjan wydał edykt zezwalający na prześladowania chrześcijan na terenie Cesarstwa. Cezar Galeriusz był prawdopodobnym inicjatorem wydania tej decyzji i kontynuował prześladowania podczas swojego panowania (305–311). Jerzy był zmuszany do uczestnictwa w prześladowaniach, chociaż sam był chrześcijaninem i krytykował tę decyzję. Rozwścieczony Dioklecjan nakazał torturować Jerzego i zabić.
Po różnych torturach Jerzy został zabity przez ścięcie pod murami miejskimi Nikomedii, 23 kwietnia 303–305. Ciało Jerzego wróciło do Lyddi, gdzie zostało pochowane. Wkrótce potem chrześcijanie zaczęli modlić się do niego, jako do męczennika.

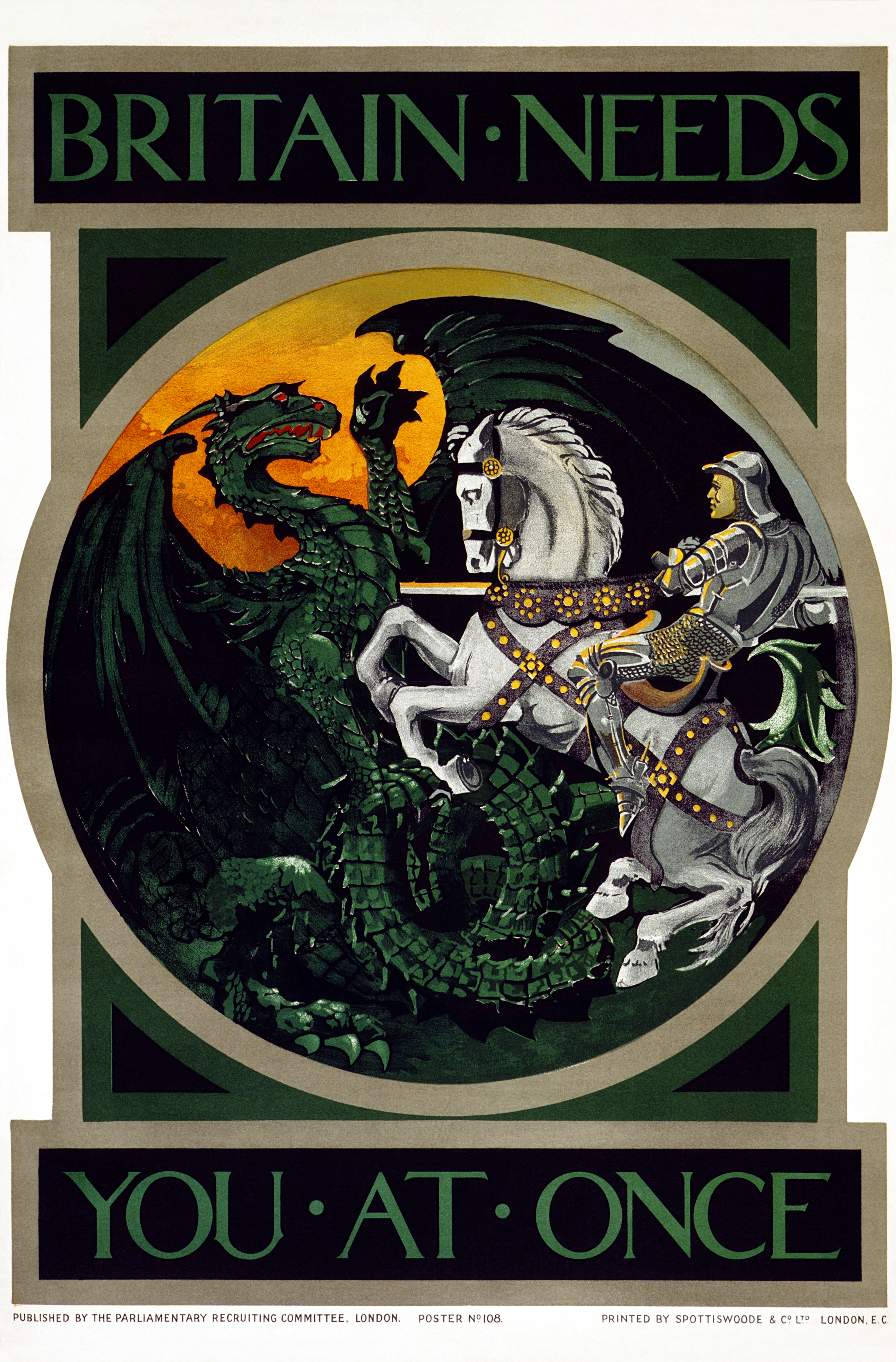
Angielski plakat rekrutacyjny z I wojny światowej, na którym występuje Jerzy i smok

## Święty Jerzy i smok

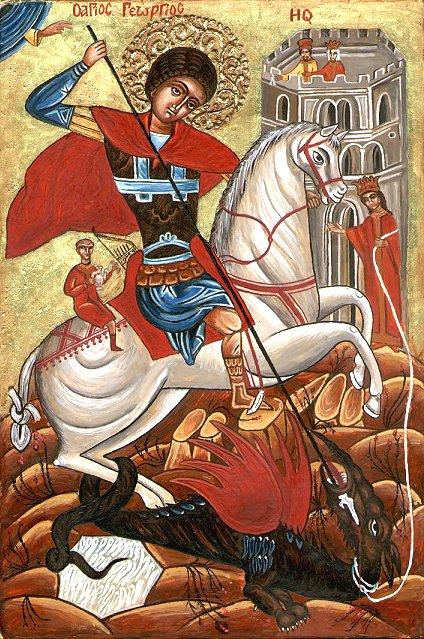
Prawosławna (bułgarska) ikona świętego Jerzego

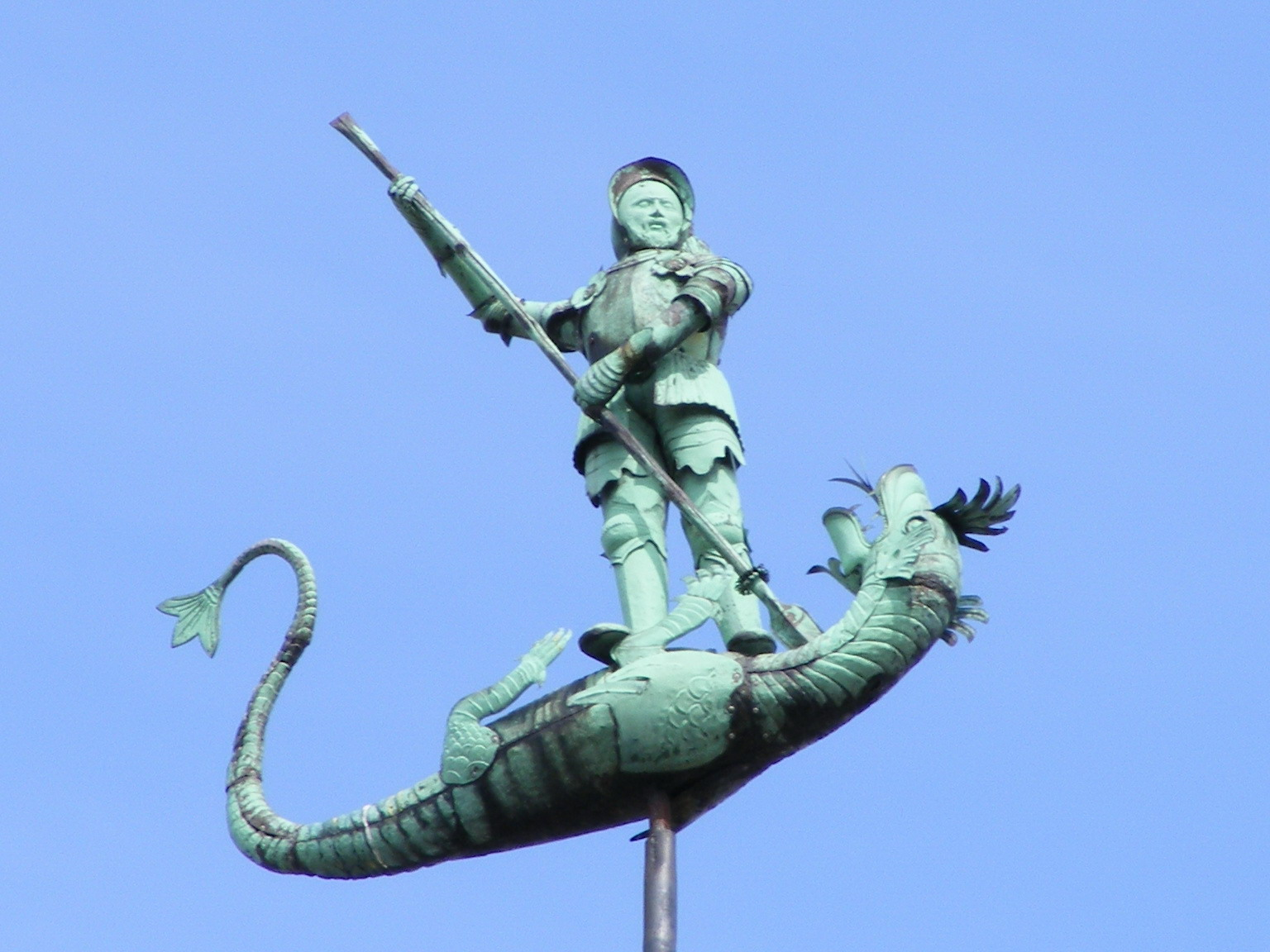
Święty Jerzy walczący ze smokiem. Rzeźba zdobiąca Dwór Bractwa św. Jerzego w Gdańsku

Opowieść o świętym Jerzym i smoku jest legendą, przybyłą do Europy podczas krucjat, i ponownie opowiedzianą w formie romansu. Najwcześniejszy znany opis mitu pochodzi z rejonów Kapadocji i powstał na początku XI wieku (w ikonografii Kościoła wschodniego odpowiadające mu częściowo wizerunki spotyka się od końca VII wieku).
We w pełni rozwiniętej wersji zachodniej smok zrobił sobie gniazdo na źródle, którego woda zaopatrywała miasto Silene (prawdopodobnie późniejsza Cyrena w Libii) lub miasto Lod, zależnie od źródeł. W konsekwencji mieszkańcy musieli prosić smoka o opuszczenie gniazda na czas, gdy nabierali wodę. Każdego dnia oferowali mu owcę, a jeśli jej nie znaleźli, musieli oddać zamiast niej jedną dziewczynę. Ofiara była wybierana przez losowanie. Pewnego razu losowanie wskazało księżniczkę (czasem wymieniane jest jej imię – Sabra). Monarcha błagał o jej życie, jednak bez rezultatu. Gdy była już przyszykowana do złożenia w ofierze, w pobliżu źródła pojawił się święty Jerzy. Stanął twarzą w twarz ze smokiem, obronił się znakiem krzyża, po czym pokonał bestię i uratował księżniczkę. Wdzięczne miasto porzuciło pogaństwo i przeszło na chrześcijaństwo.
W średniowiecznych romansach broń (lanca lub miecz, w zależności od wersji), którą św. Jerzy pokonał smoka, nazywała się Ascalon.

## Patronat
Święty Jerzy jest patronem wielu krajów, w tym Anglii, Gruzji, Portugalii, Holandii, Niemiec, Szwecji, Litwy, Rosji, Bośni, Serbii, Czarnogóry i Etiopii, patronem chrześcijan palestyńskich, patronem archidiecezji białostockiej, wileńskiej oraz diecezji pińskiej. Jest również patronem wielu miast i regionów: Ferrary, Neapolu, Katalonii, Ziębic jak i uzdrowiska w Lądku Zdroju.
Pod wezwaniem świętego Jerzego powstało wiele bractw rycerskich oraz zgromadzeń zakonnych i zakonów rycerskich m.in.: Zakon św. Jerzego z Karyntii, Zakon św. Jerzego z Alfamy.
Święty Jerzy jest również patronem wędrowców, górników, żołnierzy, kowali, bednarzy, artystów, więźniów oraz skautów i harcerzy. W większości środowisk harcerskich 23 kwietnia jest obchodzony jako Dzień św. Jerzego – patrona całego światowego skautingu.
Rolnicy również uważają świętego za patrona. W średniowiecznym prawosławnym państwie rosyjskim, dzień świętego Jerzego kończył roczny cykl rolniczy (koniec jesieni) – zwyczajowy termin przechodzenia chłopów na służbę do innego pana trwający dwa tygodnie.
Według niektórych źródeł św. Jerzy został usunięty z listy świętych przez papieża Jana XXIII, jako nieistniejący naprawdę.

## Dzień obchodów
Wspomnienie liturgiczne w Kościele powszechnym obchodzone jest 23 kwietnia (w rocznicę śmierci), natomiast w polskim Kościele, z uwagi na uroczystość św. Wojciecha w tym dniu (patrona Polski), świętego Jerzego wspomina się 24 kwietnia. Gruzja wspomina swojego patrona 10/23 listopada, podobnie jak cerkiew prawosławna, tj. 23 listopada według kalendarza gregoriańskiego, przy czym cerkiew wspomina Jerzego, w ciągu roku liturgicznego, jeszcze kilkakrotnie:
- 23 kwietnia/6 maja (rocznica śmierci)
- 3/16 listopada
- 26 listopada/9 grudnia.

Po chrystianizacji Słowiańszczyzny święty Jerzy łączony był w folklorze ludowym z Jaryłą, bogiem wiosny. Ślady tego synkretyzmu religijnego poświadczone są jeszcze w połowie XIX wieku na Białorusi.

## Ikonografia
Ikonografia chrześcijańska przedstawia świętego w walce ze smokiem. Czasem przedstawiany jest w scenie męczeństwa (ścięcie mieczem). Legenda ta powstała jednak dopiero w XII wieku.
Atrybuty
Atrybutami Jerzego są: anioł z wieńcem laurowym lub z koroną, baranek, biała chorągiew lub lanca z czerwonym krzyżem, koń, palma męczeństwa oraz m.in. przedmioty jego męki – gwoździe, kamień młyński i koło do łamania kości, miecz, smok u stóp, smok zabity.

## Heraldyka
Postać świętego Jerzego występuje w herbach wielu państw, państw historycznych i miejscowości przedstawiając świętego Jerzego zabijającego smoka (jako element w heraldyce):

Herb Milicza
Herb Kamieńca Podolskiego
Herb Miasteczka Śląskiego
Herb Mariampola
Herb Ostródy
Herb Imperium Rosyjskiego
Herb Rosji
Herb Moskwy
Herb Gruzji
Herb Brzegu Dolnego
Herb Dzierżoniowa